# Phaselia catharia
Phaselia catharia är en fjärilsart som beskrevs av Eugen Wehrli 1941. Phaselia catharia ingår i släktet Phaselia och familjen mätare. Inga underarter finns listade i Catalogue of Life.